# Free Southern Theater
Das Free Southern Theater war ein Stadtteil- und Tourneetheater im Süden der USA. Es bestand von 1963 bis 1980.

## Geschichte
Das Free Southern Theater wurde 1963 nahe Jackson (Mississippi) gegründet. Von 1965 bis 1978 hatte es seinen Sitz in New Orleans. Es ging aus dem Civil Rights Movement hervor und war von 1965 bis 1970 deutlich von Black Power beeinflusst. In den 1970er Jahren berief es sich auf eine materialistische Theorie mit antiimperialistischer Zielsetzung.
Das Theater verknüpfte musikalische, mimische und sprachliche Elemente des afroamerikanischen Lebenszusammenhangs mit politischer und pädagogischer Aufklärungsarbeit. Neben Samuel Beckett, Bertolt Brecht und Eugène Ionesco wurden vor allem die Werke schwarzamerikanischer Autoren gespielt, darunter Purlie Victorious von Ossie Davis, Happy Ending von Douglas T. Ward, Roots von Gilbert Moses sowie Hurricane Season und When the Opportunity Scratches Itch von John O’Neal. 
Dichterlesungen, musikalische Unterhaltung und Workshops ebenso wie Fernseh- und Radioprogramme ergänzten den Theaterbetrieb. Unter anderem wurde 1975 Langston and Company dargeboten, eine Montage aus Texten und Songs von Langston Hughes, des wichtigsten Vertreters der Harlem Renaissance. Das Free Southern Theater wurde 1980 endgültig aufgelöst.